# Zagyvaszántó, Heves
Zagyvaszántó  este un sat în districtul Hatvan, județul Heves, Ungaria, având o populație de 1.990 de locuitori (2011). 

## Demografie
Componența etnică a satului Zagyvaszántó
     Maghiari (98,74%)
     Necunoscut (0,33%)
     Alții (0,93%)
Componența confesională a satului Zagyvaszántó
     Romano-catolici (62,31%)
     Fără religie (15,18%)
     Reformați (2,06%)
     Necunoscută (18,94%)
     Alte religii (1,91%)
Conform recensământului din 2011, satul Zagyvaszántó avea 1.990 de locuitori. Din punct de vedere etnic, majoritatea locuitorilor (98,74%) erau maghiari. Apartenența etnică nu este cunoscută în cazul a 0,33% din locuitori.  Din punct de vedere confesional, majoritatea locuitorilor (62,31%) erau romano-catolici, existând și minorități de persoane fără religie (15,18%) și reformați (2,06%). Pentru 18,94% din locuitori nu este cunoscută apartenența confesională.